# Компостер

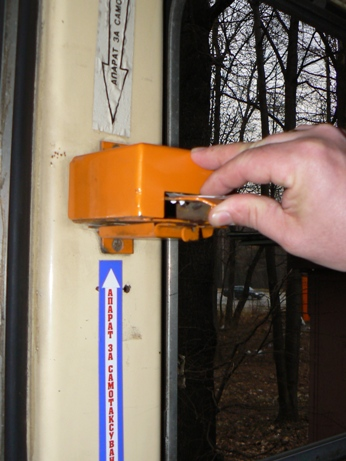
Механічний компостер-перфоратор

Компóстер (від фр. composteur) — пристрій, призначений для гасіння талонів (квитків) на перевезення (проїзд) в громадському транспорті та інших пасажирських транспортних засобах. Винайдений в XIX столітті Яном Юзефом Барановським.

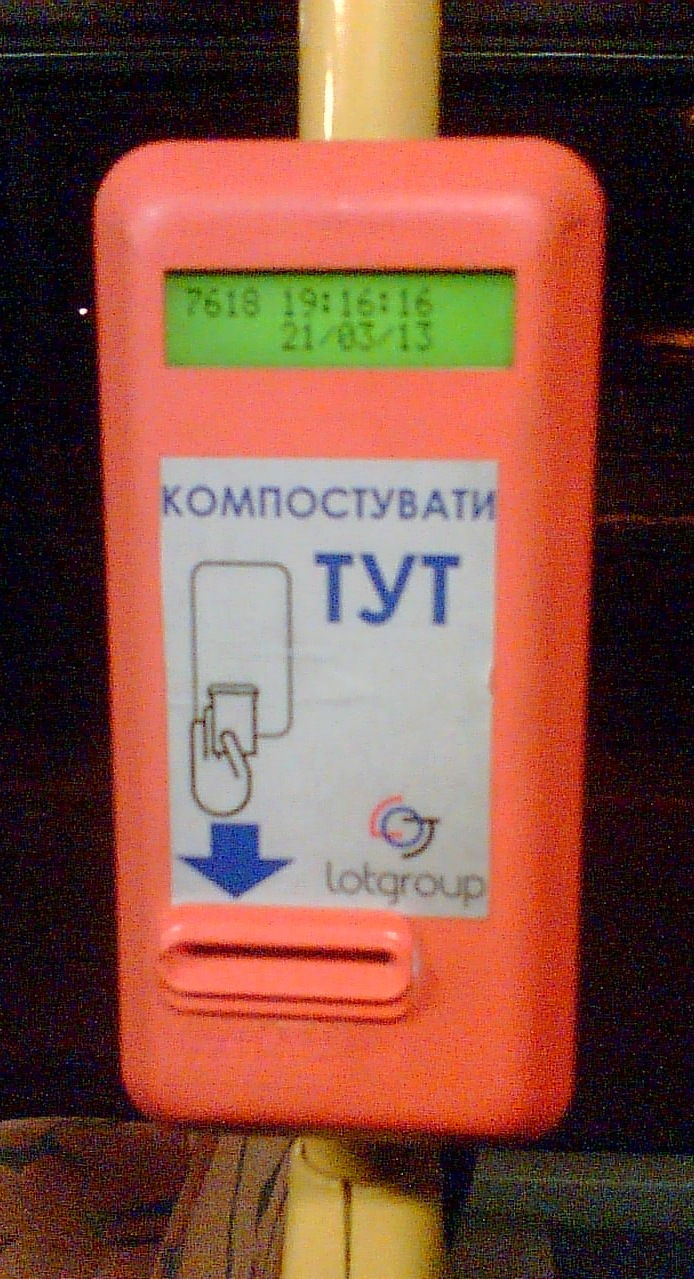
Електронний компостер в київському автобусі

Компостер пробиває або видавлює умовні знаки контролю, друкує код (зазвичай дату, час чи код станції) або змінює магнітну смугу (на пломбах, квитках, чеках, інших документах тощо).
Процес пробиття називається компостуванням. Якщо в салоні пасажирського транспорту встановлені компостери, квиток повинен бути прокомпостованим. У разі відсутності компостування квитка, накладається штраф за безкоштовний проїзд, відповідно до чинного законодавства.

## Тлумачення

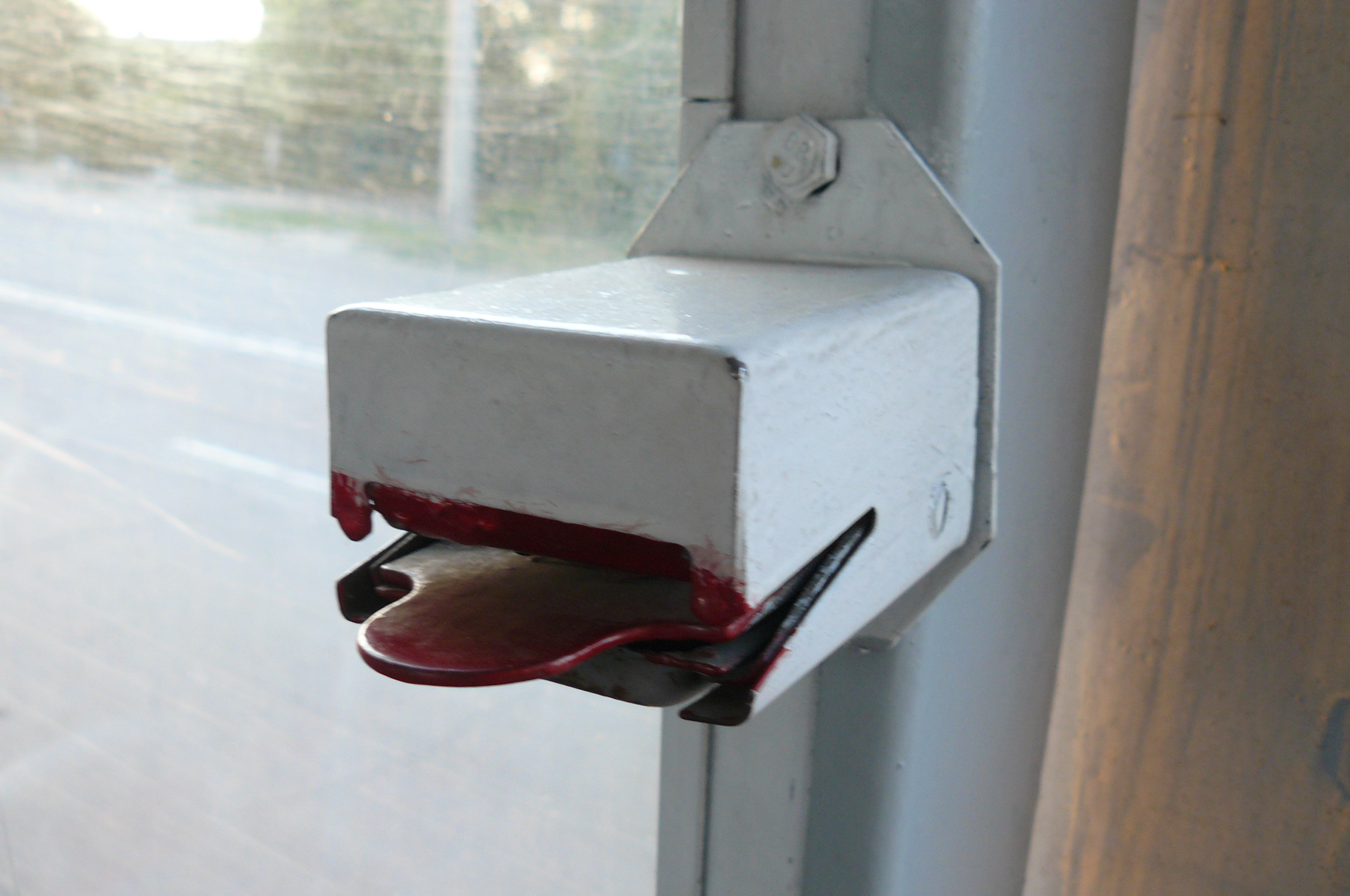
Механічний компостер в маріупольському трамваї

- Компостер (фр. composteur) — прилад у вигляді щипців або апарат з кареткою для пробивання умовних дірчастих написів на квитках (наприклад, залізничних, в міському транспорті), чеках та інших документах з метою контролю[1].

- Компостер (нім. Komposter, лат. compostus — «поміщений, поставлений») — пристрій для пробивання отворів на квитках, документах тощо, з вказанням позначки дати, номера або з метою контролю[2].
- Компостер — прилад для пробивання або видавлювання умовних знаків контролю на проїзних квитках та інших документах[3].